# Hemiceras cadoca
Hemiceras cadoca är en fjärilsart som beskrevs av William Schaus 1924. Hemiceras cadoca ingår i släktet Hemiceras och familjen tandspinnare. Inga underarter finns listade i Catalogue of Life.